# Mysłowice

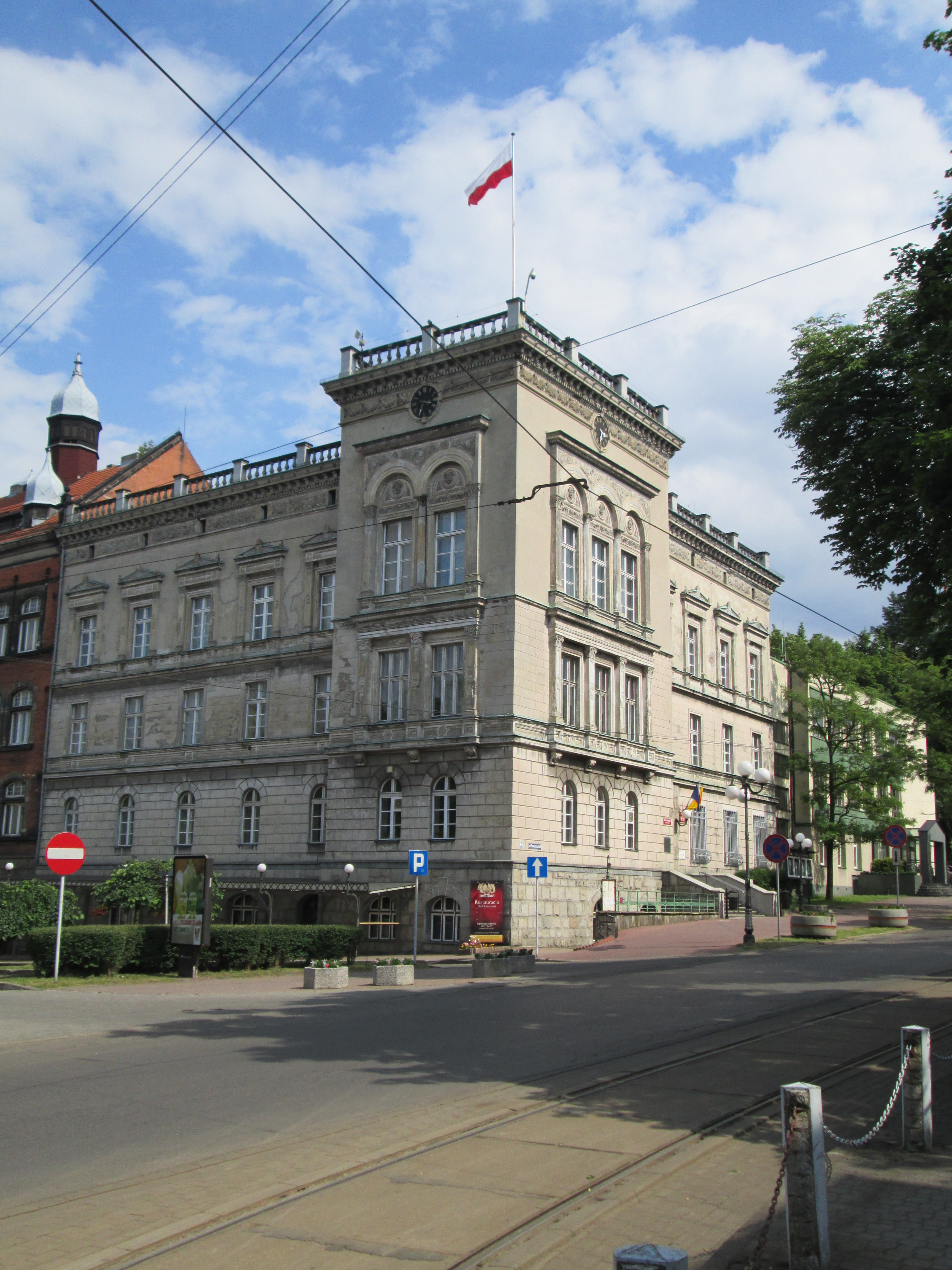
Rathaus von Myslowice

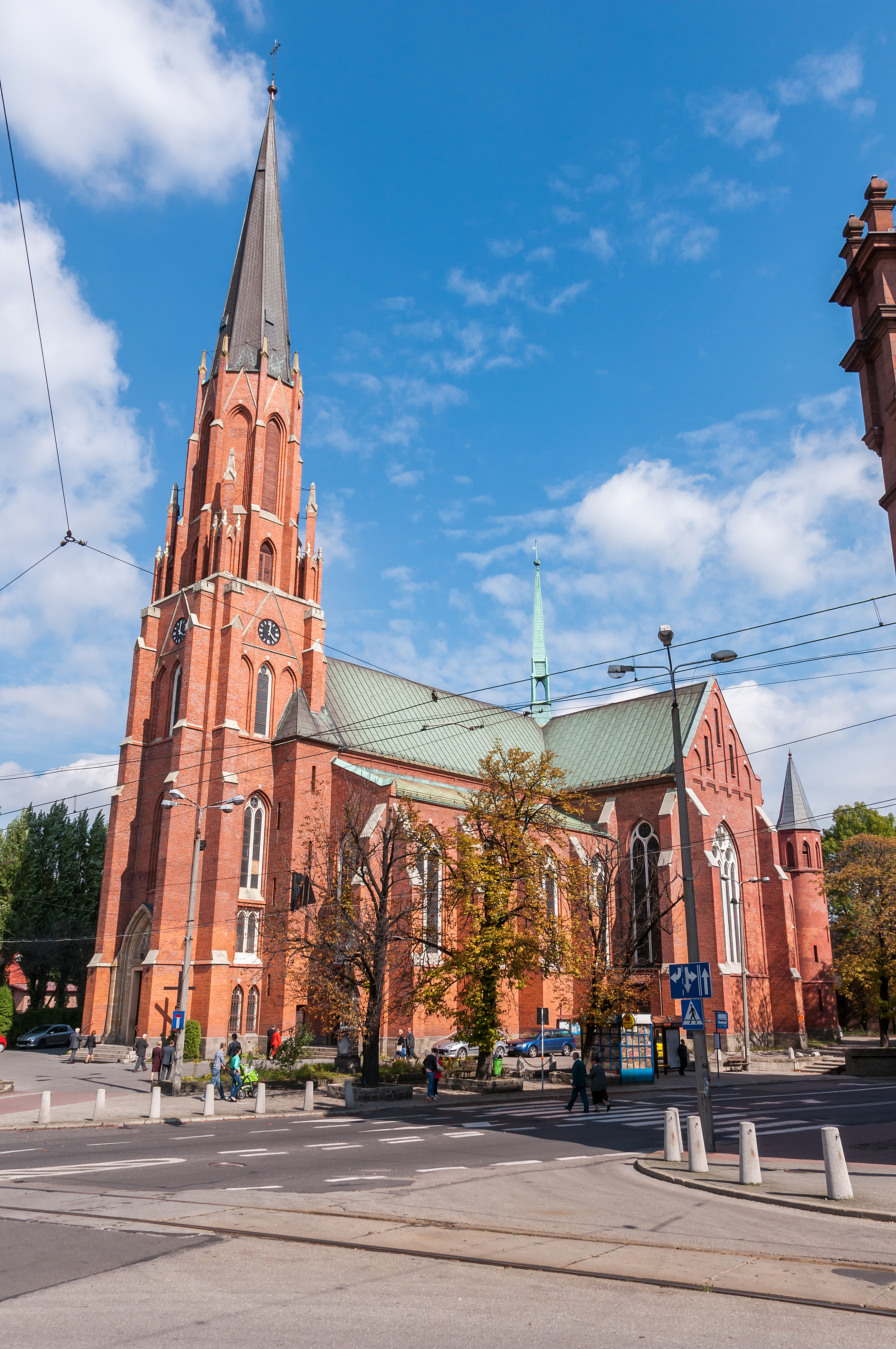
Herz-Jesu-Kirche, 1888–1891 erbaut

Mysłowice [mɨswɔˈvʲiʦe] (deutsch Myslowitz) ist eine kreisfreie Stadt an der Przemsa in der polnischen Woiwodschaft Schlesien. Sie liegt etwa 9 km östlich von Katowice am Zusammenfluss der Weißen und der Schwarzen Przemsa am Dreikaisereck und zählt rund 75.000 Einwohner.

## Stadtgliederung
Die Ostgrenze des Stadtgebiets ist die Przemsa, die Oberschlesien von Kleinpolen trennt. Die Stadt Mysłowice gliedert sich in folgende Stadtteile:
- Bończyk
- Brzezinka (Birkental)
- Brzęczkowice (Brzenskowitz)
- Ćmok (Czmok)
- Dziećkowice (Dzietzkowitz)
- Janów Miejski (Janow)
- Kosztowy (Kosztow)
- Krasowy (Krassow)
- Larysz (Heidowisna)
- Ławki (Lawek)
- Morgi (Morgen)
- Piasek (Piossek)
- Słupna (Slupna)
- Stare Miasto (Altstadt)
- Śródmieście (Innenstadt)
- Wesoła (Wessolla)

## Geschichte

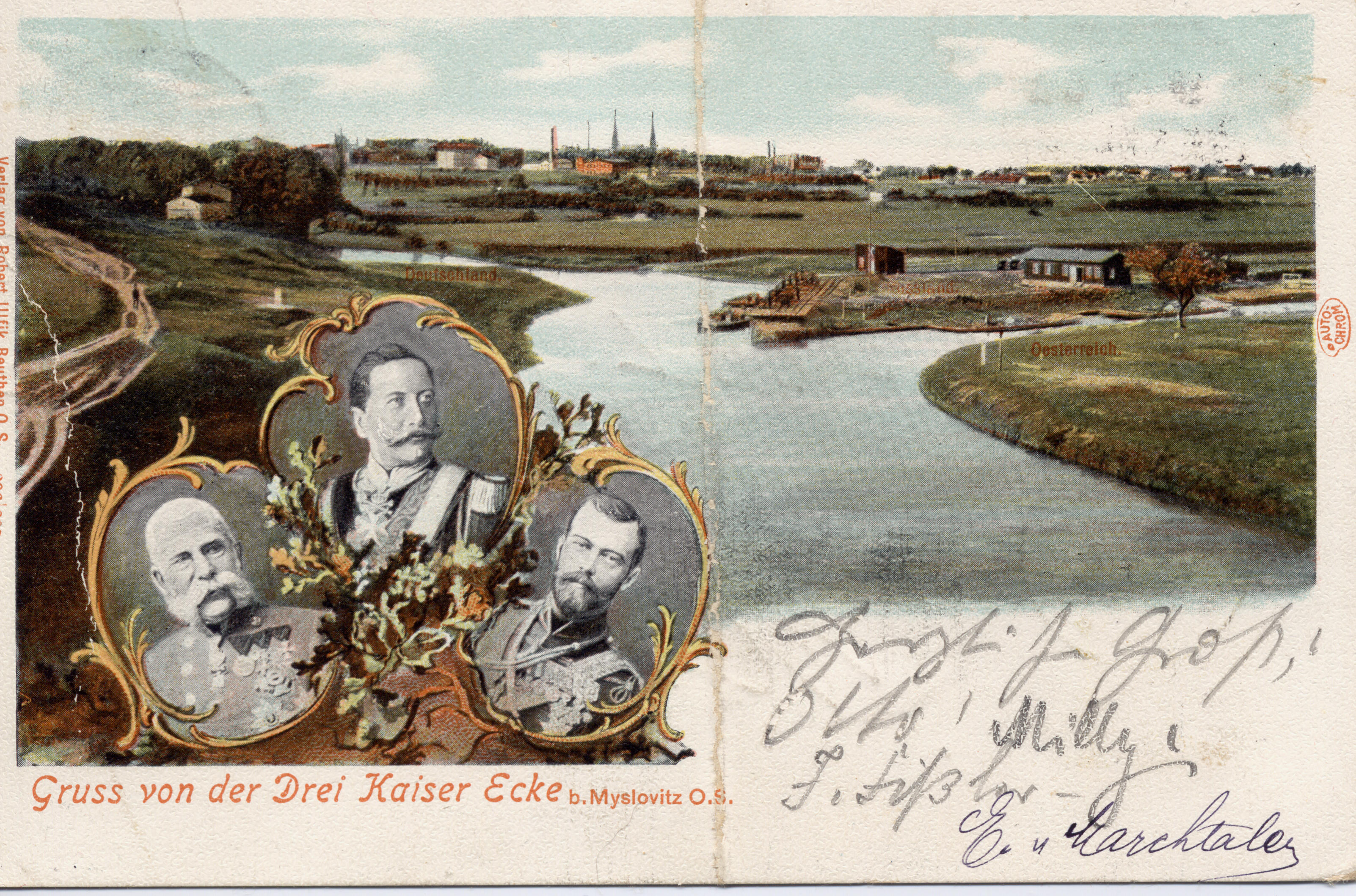
Dreikaisereck auf einer Postkarte von 1902

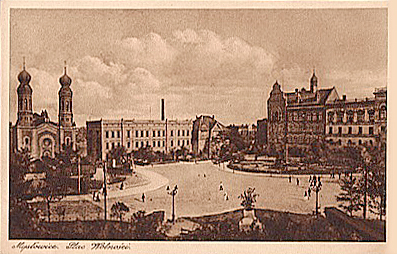
Wilhelmsplatz (Pl. Wolności) in den 1930er Jahren

Die slawische Ortschaft entstand wahrscheinlich schon im 10. Jahrhundert und erhielt den patronymischen Name von einem Ritter Mysł(aw) im 12. Jahrhundert. Die erste urkundliche Erwähnung entstammt dem Jahre 1308, als der örtliche Priester namens Hunold erwähnt wurde. Damals lag die Stadt im Herzogtum Ratibor, einige Jahrzehnte später einem der Länder der böhmischen Krone, die zum Heiligen Römischen Reich gehörten. Durch ihre Lage an der Przemsa war sie über Jahrhunderte Grenzstadt zum Königreich Polen hin, jedoch umfasste die römisch-katholische Pfarrei von Myslowitz im Bistum Krakau für Jahrhunderte viele Ortschaften auf der polnische Seite der Grenze. Später wurde Myslowitz Sitz der Standesherrschaft Myslowitz-Kattowitz, deren Besitzer unter anderem die Familie von Tiele-Winckler war. Die Herrschaft war bis zum Ende des 19. Jahrhunderts im Besitz einiger Privilegien, zu denen auch die Bergbaurechte gehörten.
Im Jahre 1742 wurde mit dem größten Teil Schlesiens auch Myslowitz preußisch. Nachdem Russland auf dem Kongress 1815 Kongresspolen erhalten und Österreich 1846 den Freistaat Krakau annektiert hatte, trafen bis 1918 bei Myslowitz die Grenzen Preußens, Österreichs und Russlands zusammen. Nach der deutschen Reichsgründung 1871 wurde der Punkt Dreikaisereck genannt, weil die jeweiligen Länder einen Kaiser als Repräsentant des Landes hatten.
Infolge der preußischen Städtereform wurde der Ort im Jahre 1808 (mit rund 400 Einwohnern) als Marktflecken eingeordnet. Die Wohnhäuser der Stadt und das Rathaus waren aus Schrotholz erbaut. Einen Aufschwung brachte die Gründung der Steinkohlegruben Gute Amalie und Gute Erwartung sowie des Zinkwerks Amalienhütte 1825, aber auch der Grenzhandel mit Österreich-Polen über die Przemsa-Holzbrücke. 1853 wurde südlich der eigentlichen Stadt der Neue Ring angelegt. Die Stadtrechte wurden im Jahre 1862 erneut verliehen. Bis 1818 gehörte der Ort dem Pleßer Kreise an und kam darauf zum Landkreis Beuthen, 1873 schließlich zum Landkreis Kattowitz.
Im Jahre 1847 wurde in Myslowitz der Übergangsbahnhof der Krakau-Oberschlesischen Eisenbahn (von Krakau) und der Oberschlesischen Eisenbahn (von Breslau) in Betrieb genommen. Im Jahre 1914 hatte die Stadt auf einer Fläche von 8,8 km² 18.800 Einwohner. Obwohl in den 1860ern nur ein Viertel der Bevölkerung deutschsprachig und die Mehrheit um 1905 noch polnischsprachig war, stimmten 1921 in der von Aufständen begleiteten Volksabstimmung in Oberschlesien 5827 Stimmberechtigte, das waren 56,3 Prozent der gültigen Stimmen, für einen Verbleib bei Deutschland. Trotz dieses Ergebnisses wurde die Stadt 1922 Polen bzw. der Autonomen Woiwodschaft Schlesien zugesprochen und trug seitdem den polnischen Namen Mysłowice.
Beim Überfall auf Polen im September 1939 wurde Mysłowice von der Wehrmacht besetzt und völkerrechtswidrig dem Deutschen Reich angeschlossen. Kurz darauf wurde die Myslowitzer Synagoge zerstört. Zwischen 1943 und 1945 befand sich in Fürstengrube (späterer Stadtteil Wesoła) das KZ Fürstengrube als Außenlager des KZ Auschwitz. Die Insassen wurden am 19. Januar 1945 mit dem KZ Fürstengrube-Todesmarsch vor der heranrückenden Roten Armee evakuiert.
Nach Kriegsende bildete Mysłowice wieder eine eigene Stadtgemeinde.(?)
Die Eingemeindungen des Jahres 1975, u. a. von Kosztowy, haben die Fläche auf 66 km² und die Einwohnerzahl auf 61.700 erhöht. Im Jahre 1977 wurden Imielin und Chełm Śląski eingemeindet, die allerdings im Jahre 1995 wieder eigenständig wurden.

### Einwohnerentwicklung
Die Einwohnerzahlen von Mysłowice nach dem jeweiligen Gebietsstand (ohne Schloss Myslowitz):
| Jahr | Einwohner |
| ---- | --------- |
| 1775 | 312       |
| 1825 | 1205      |
| 1844 | 2540      |
| 1850 | 2759      |
| 1855 | 3755      |
| 1861 | 5328      |
| 1885 | 8322      |

| Jahr | Einwohner |
| ---- | --------- |
| 1890 | 9392      |
| 1900 | 13.385    |
| 1905 | 15.845    |
| 1910 | 17.838    |
| 1960 | 40.700    |
| 1995 | 79.766    |
| 2000 | 75.949    |

| Jahr | Einwohner |
| ---- | --------- |
| 2005 | 75.183    |
| 2019 | 74.515    |

## Politik und Verwaltung

### Stadtpräsident
An der Spitze der Stadtverwaltung steht der Stadtpräsident. Von 2010 bis 2018 war dies Edward Lasok, der für das Wahlkomitee Lokale Verwaltung antrat. Sein Nachfolger wurde Dariusz Wójtowicz, der mit seinem eigenen Wahlkomitee antritt. Die turnusmäßige Wahl im April 2024 führte zu folgendem Ergebnis:
- Dariusz Wójtowicz (Wahlkomitee „Dariusz Wójtowicz – Gemeinsam für Mysłowice“) 41,2 % der Stimmen
- Dorota Konieczny-Simela (Koalicja Obywatelska) 34,8 % der Stimmen
- Mariusz Wielkopolan (Prawo i Sprawiedliwość) 12,3 % der Stimmen
- Łukasz Prajer (Wahlkomitee „Alternative für Mysłowice“) 4,6 % der Stimmen
- Bernard Pastuczka (Wahlkomitee „Gemeinsam für Mysłowice“) 3,7 % der Stimmen
- Übrige 3,4 % der Stimmen

In der damit notwendig gewordenen Stichwahl konnte sich Amtsinhaber Wójtowicz mit 56,4 % der Stimmen gegen die KO-Kandidatin Konieczny-Simela durchsetzen und wurde damit wiedergewählt.
Die turnusmäßige Wahl im Oktober 2018 führte zu folgendem Ergebnis:
- Dariusz Wójtowicz (Wahlkomitee Dariusz Wójtowicz) 36,3 % der Stimmen
- Wojciech Król (Koalicja Obywatelska) 32,2 % der Stimmen
- Tomasz Papaj (Prawo i Sprawiedliwość) 18,8 % der Stimmen
- Edward Lasok (Wahlkomitee „Lokale Verwaltung“) 11,5 % der Stimmen
- Übrige 1,3 % der Stimmen

In der damit notwendig gewordenen Stichwahl konnte sich, nachdem Amtsinhaber Lasok bereits im ersten Wahlgang als Viertplatzierter ausgeschieden war, Wójtowicz mit 54,2 % der Stimmen gegen den KO-Kandidaten Król durchsetzen und wurde damit zum neuen Stadtpräsidenten gewählt.

### Stadtrat
Der Stadtrat umfasst 23 Mitglieder, die direkt gewählt werden. Die Wahl im April 2024 führte zu folgendem Ergebnis:
- Koalicja Obywatelska (KO) 33,3 % der Stimmen, 10 Sitze
- Wahlkomitee „Dariusz Wójtowicz – Gemeinsam für Mysłowice“ 26,8 % der Stimmen, 7 Sitze
- Prawo i Sprawiedliwość (PiS) 19,7 % der Stimmen, 5 Sitze
- Wahlkomitee „Gemeinsam für Mysłowice“ 7,5 % der Stimmen, 1 Sitz
- Wahlkomitee „Alternative für Mysłowice“ 6,6 %, kein Sitz
- Übrige 6,1  % der Stimmen, kein Sitz

Die Wahl im Oktober 2018 führte zu folgendem Ergebnis:
- Koalicja Obywatelska (KO) 33,0 % der Stimmen, 10 Sitze
- Prawo i Sprawiedliwość (PiS) 24,7 % der Stimmen, 6 Sitze
- Wahlkomitee Dariusz Wójtowicz 21,8 % der Stimmen, 4 Sitze
- Wahlkomitee „Lokale Verwaltung“ 14,3 % der Stimmen, 3 Sitze
- Unabhängiges Wahlkomitee Mysłowice 3,3 %, kein Sitz
- Sojusz Lewicy Demokratycznej (SLD) / Lewica Razem (Razem) 2,9  % der Stimmen, kein Sitz

## Wirtschaft
Mit dem Kohlenabbau in Oberschlesien entwickelte sich auch in und um Myslowitz die Industrie, vor allem der Steinkohlenbergbau und die Porzellanindustrie. Daneben war die Stadt auch lange Jahre in der Fleischwarenproduktion führend.

## Kultur und Sehenswürdigkeiten

### Bauwerke

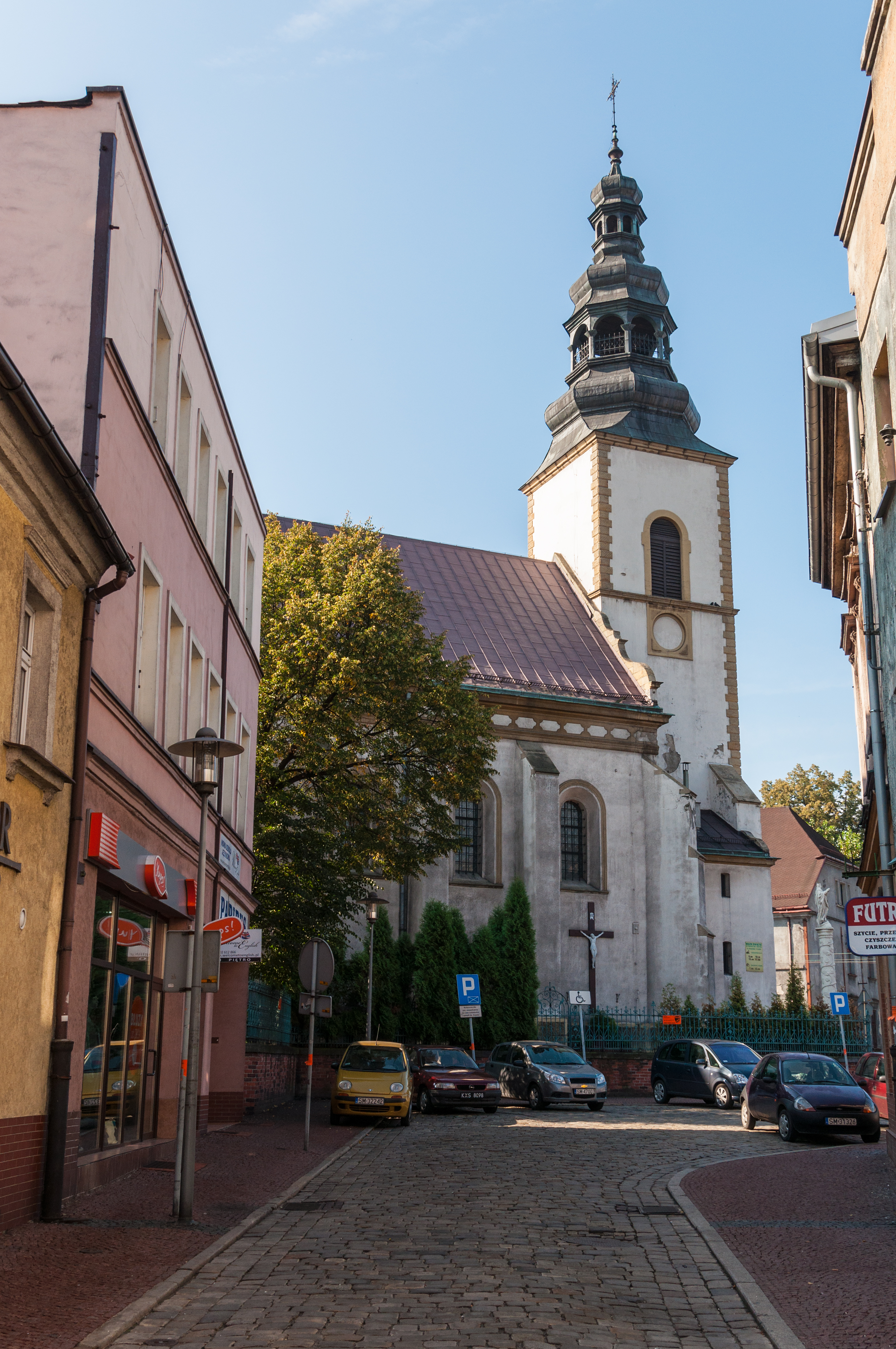
Pfarrkirche Mariä Geburt

Die als die älteste Kirche der Stadt geltende Heilig-Kreuz-Kirche (Św. Krzyża) war ursprünglich aus Holz gebaut. Sie wurde im Jahr 1807 zerstört und danach aus Stein im Stil des Klassizismus wiederaufgebaut.
Zu den weiteren Sehenswürdigkeiten der Stadt gehört die Pfarrkirche Mariä Geburt (Narodzenia Najświętszej Marii Panny) aus dem 14. Jahrhundert. Sie wurde in den Jahren 1740 bis 1742 im Stil des Barock umgebaut. Ein weiterer, neugotischer Umbau folgte im Jahr 1901.
Das Rathaus wurde 1867 eingeweiht.
Im Jahr 1902 nahm der deutsche Kronprinz in Myslowitz an der Enthüllung eines Zweikaiserdenkmals teil.

### Museen und Musik
Im Ort gibt es ein Stadtmuseum und das Zentrale Polnische Feuerwehrmuseum.
Im Jahr 1992 wurde in Mysłowice die Rockband Myslovitz gegründet.

## Verkehr
Die Stadt ist Endpunkt der 1841 eingeweihten Oberschlesischen Eisenbahn.
Im ÖPNV besteht eine Anbindung an das Netz der Oberschlesischen Straßenbahn.

## Persönlichkeiten

### Söhne und Töchter der Stadt
- Max Braun (1850–1930), Zoologe
- Georg Maiß (1860–1929), deutscher Richter und Parlamentarier
- August Hlond (1881–1948), Primas von Polen
- Konrad Müller-Kaboth (1882–1909), Kunstschriftsteller
- Rose Eisner-Marquart (1883–1940), Malerin und Grafikerin
- Lothar Richter (1894–1948), deutsch-kanadischer Sozialrechtler, Ökonom und Hochschullehrer
- Adolf Trotz (1895–1939), Filmregisseur und Drehbuchautor, geboren in Janow
- Georg Koßmala (1896–1945), deutscher Generalmajor
- Rosa Rein (1897–2010), ehemals älteste Einwohnerin der Schweiz[14]
- Franz Schwerdtfeger (1898–1961), deutscher Ingenieur und Hochschullehrer
- Max Walter (1899–1946), Musiker und Komponist
- Paul Sornik (1900–1982), deutscher Pädagoge und Politiker (GB/BHE, GDP)
- Alexander Eschenbach (1904–1993), deutscher Politiker (GB/BHE)
- Albert Norden (1904–1982), deutscher Politiker (KPD, SED)
- Heinz Piest (1906–1958), deutscher Ingenieur und Hochschullehrer
- Hans Jürgensen (1919–2000), US-amerikanischer Literaturwissenschaftler und Hochschullehrer
- Marian Kudera (1923–1944), Widerstandskämpfer gegen den Nationalsozialismus
- Andreas Brylka (1931–2016), deutscher Grafiker, Buchgestalter und Holzstich-Meister
- Ernest Gondzik (1931–2021), Ringer
- Lucyna Kałek, geborene Langer (* 1956), Hürdenläuferin, Medaillengewinnerin bei Olympia
- Andrzej Małysiak (* 1957), deutsch-polnischer Eishockeyspieler
- Ireneusz Pacula (* 1966), polnisch-deutscher Eishockeyspieler
- Jolanta Fraszyńska (* 1968), Schauspielerin
- Jacek Kuderski (* 1970), Musiker der Band Myslovitz
- Wojciech Kuderski (* 1972), Musiker der Band Myslovitz
- Wojciech Powaga-Grabowski (* 1972), Musiker der Band Myslovitz
- Artur Rojek (* 1972), Musiker der Band Myslovitz

### Ehrenbürger
- Czesław Kwieciński (* 1943), ehemaliger polnischer Ringer
- Werner Burckhart (* 1938), ehemaliger Landrat des Enzkreise